# Джоппа (Алабама)
Джоппа (англ. Joppa) — переписна місцевість (CDP) в США, в округах Каллмен і Маршалл штату Алабама. Населення — 556 осіб (2020).

## Географія
Джоппа розташована за координатами 34°17′58″ пн. ш. 86°33′0″ зх. д. / 34.29944° пн. ш. 86.55000° зх. д. (34.299359, -86.549900).  За даними Бюро перепису населення США в 2010 році переписна місцевість мала площу 5,11 км², з яких 5,04 км² — суходіл та 0,07 км² — водойми.

## Демографія
Згідно з переписом 2010 року, у переписній місцевості мешкала 501 особа в 177 домогосподарствах у складі 134 родин. Густота населення становила 98 осіб/км².  Було 198 помешкань (39/км²).
Расовий склад населення:
| - 81,4 % — білих - 0,8 % — корінних американців - 0,2 % — чорних або афроамериканців - 12,8 % — осіб інших рас |

До двох чи більше рас належало 4,8 %. Частка іспаномовних становила 17,2 % від усіх жителів.
За віковим діапазоном населення розподілялося таким чином: 30,3 % — особи молодші 18 років, 56,5 % — особи у віці 18—64 років, 13,2 % — особи у віці 65 років та старші. Медіана віку мешканця становила 35,0 року. На 100 осіб жіночої статі у переписній місцевості припадало 102,8 чоловіків;  на 100 жінок у віці від 18 років та старших — 96,1 чоловіків також старших 18 років.